# 阿妮芃·查倫普拉納翁
阿妮芃·查倫普拉納翁（羅馬化：Aniporn Chalermburanawong，1994年3月19日—），小名Nat，為泰國選美皇后、模特兒、演員及主持人。2015年泰國環球小姐冠軍，並代表泰國參戰2015年環球小姐，最終躋身前十強並以泰國嘟嘟車獲得最佳民族服裝獎的殊榮。

## 個人簡歷

### 早期生活
Nat於1994年3月19日出生於泰國信武里府，出生名為阿妮芃·帕蘇克。親姊為同為模特兒的阿妮潘·查倫普拉納翁（羅馬化：Aniphan Chalermburanawong），小名Nitar。父母離婚後，Nat與姊姊由祖父母照顧。小時候，她幫母親在市場上賣東西，曾擺攤賣炸豬肉、採菜到市場販售，以及放學時間到工廠打工。直到念大學前，Nat有擔任模特兒與在百貨公司任職來貼補家用。

### 教育
Nat畢業於卡兰那空学校（現為南邦府的德良巫东氏莎帕塔纳甘学校）與泰國國立法政大學的社會工作學院。

## 影視作品

### 電視劇
| 首播年份 | 戲名                   | 戲名          | 播放平台    | 角色                | 備註 |
| 首播年份 | 譯名                   | 原文名        | 播放平台    | 角色                | 備註 |
| 2016年   | 《Journey The Series》 |               | Ch3Thailand | Nat                 | 主演 |
| 2017年   | 《戲如人生》           |               | GMM25       | Kaewsai             | 主演 |
| 2018年   | 《玻璃面具》           |               | One 31      | Lookaew             | 主演 |
| 2018年   | 《玻璃面具》           | Nada （Dada） | One 31      |                     | 主演 |
| 2018年   | 《星途叵測》           |               | One 31      | Bothkorn Charoenroj | 主演 |
| 2019年   | 《諜影追蹤》           |               | One 31      | Apisara （Mint）    | 主演 |
| 2019年   | 《星途叵測2》          |               | One 31      | Bothkorn Charoenroj | 主演 |
| 2020年   | 《愛十圈等十點》       |               | One 31      | Molly （Joy）       | 主演 |
| 2021年   | 《梨伽女孩諾拉》       |               | One 31      | Tulaya （Tul）      | 主演 |
| 2022年   | 《民歌保鑣》           |               | One 31      | Nicha （Ni）        | 主演 |
| 2024年   | 《愛的魔力》           |               | One 31      | Motdaeng            | 主演 |
| 2025年   | 《冬日暖陽》           |               | One 31      |                     | 配角 |

### 單元劇
| 首播年份 | 戲名                                              | 戲名   | 播放平台 | 角色 | 備註 |
| 首播年份 | 譯名                                              | 原文名 | 播放平台 | 角色 | 備註 |
| 2016年   | 《Club Friday The Series 8：是真愛還是...眷戀？》 |        | GMM25    | Nat  | 主演 |

## 外部連結
- 阿妮芃·查倫普拉納翁於One 31的簡介 （页面存档备份，存于）（泰文）
- 阿妮芃·查倫普拉納翁的Instagram帳戶（泰文）

| 奖项与成就                       | 奖项与成就              | 奖项与成就                        |
| -------------------------------- | ----------------------- | --------------------------------- |
| 前任者： 薇茹莉·迪莎亞布 （Fai） | 泰國環球小姐 2015年     | 繼任者： 查莉塔·蘇安珊 （Namtan） |
| 前任者： 薇茹莉·迪莎亞布 （Fai） | 環球小姐泰國代表 2015年 | 繼任者： 查莉塔·蘇安珊 （Namtan） |